# Giải trí nghe nhìn

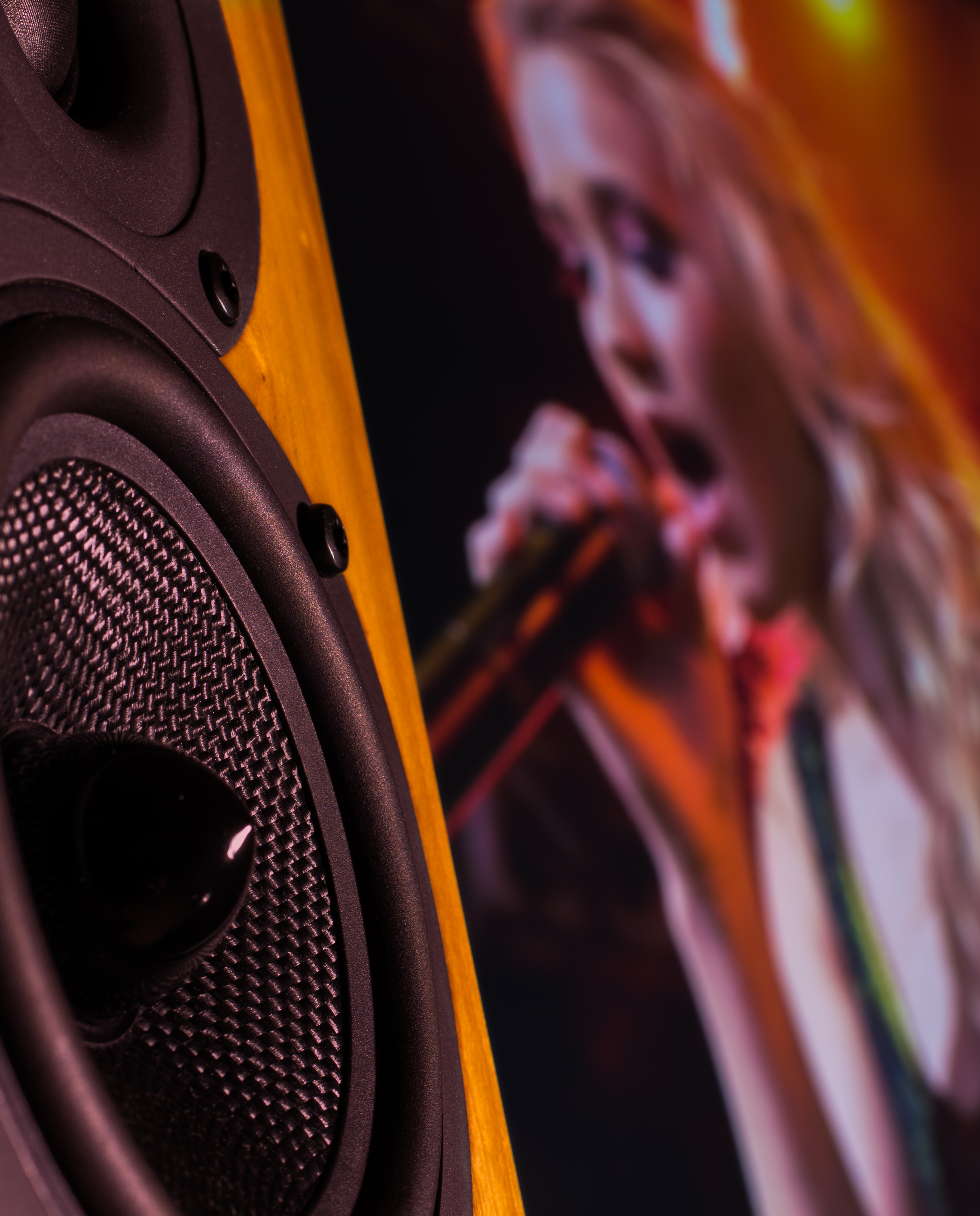
Trang thiết bị nghe nhìn chất lượng cao giúp tái hiện trải nghiệm giống như trong một buổi hòa nhạc trực tiếp

Giải trí nghe nhìn (tiếng Anh: audiovisual), gọi tắt là nghe nhìn hay AV, chỉ đến phương tiện truyền thông điện tử nào được hợp thành bởi cả cấu kiện âm thanh và hình ảnh, ví dụ như các vật thể dạng băng cuộn, các bộ phim điện ảnh, chương trình truyền hình, chương trình phim truyện, hoạt động hội thảo doanh nghiệp, tôn giáo tín ngưỡng, và các sản phẩm sân khấu kịch trực tiếp.
Các nhà cung cấp dịch vụ nghe nhìn thường xuyên đưa ra các gói phát trực tuyến trên web, ghi hình hoạt động hội thảo hội nghị cũng như nhiều dịch vụ phát sóng trực tiếp.